# Conch-Piercing
Ein Conch-Piercing ist ein spezielles Piercing durch die Ohrmuschel.

## Begriff und Aussprache
In Anlehnung an den Begriff Ohrmuschel entstammt der Name des Piercings dem englischen Begriff für bestimmte Arten von Meeresschnecken aus der Familie der Flügelschnecken, speziell aus der Gattung der Fechterschnecken, und kann etwa mit „Muschel-Piercing“ übersetzt werden. Es wird daher manchmal Shell-Piercing genannt.
Als gültige Aussprachen von „Conch“ sind [ˈkɒŋk] mit einem „k“ am Ende und [ˈkɒntʃ] mit einem „tsch“ zulässig. Obwohl es sich bei ersterer Variante um die verbreitetere Aussprache handelt, hat sich in der Piercing-Szene die zweite Variante etabliert.

## Geschichte und Kultur
Das Conch-Piercing wird heute vor allem unter modischen Aspekten im westlichen Kulturkreis getragen, wo es sich besonders während der 1990er Jahre neben dem Tragus-, Rook-, Snug-, Daith- und Helix-Piercing als seltenere Variante des Ohrlochs etablierte. Es ist zwar als traditionelles Piercing bei einigen Volksgruppen bekannt, besitzt jedoch weniger historische Ursprünge als das weitaus stärker verbreitete Lobe-Piercing durch das Ohrläppchen.

### Südpazifik

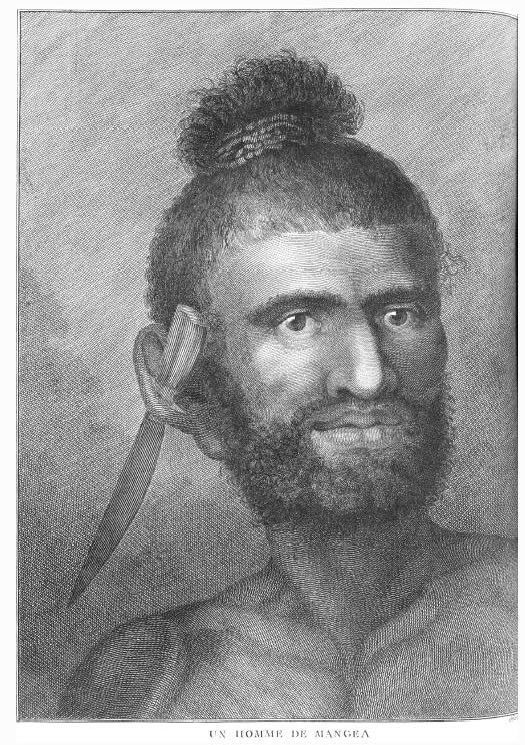
Zeichnung eines Mangaia-Bewohners von 1777

Aus Überlieferungen von der südpazifischen Cookinsel Mangaia sind Darstellungen mit Ohr-Modifikationen bekannt, die dem Conch-Piercing ähnlich sind. So zeigt eine Zeichnung aus dem Buch Le troisème voyage de Cook von John Rickman aus dem Jahr 1785, über die dritte Südseereise des Entdeckers James Cook, einen Insel-Bewohner mit entsprechendem Ohrschmuck.
Zudem weisen hölzerne Figuren von den Cookinseln aus dem späten 18./ frühen 19. Jahrhundert Löcher in den Ohrmuscheln auf. Bei den Figuren handelt es sich um den sogenannten „Gott der Fischer“. Sie sollen von Fischern für einen erfolgreichen Fang mit auf See genommen worden sein.

### Kongo
Schmuckstücke in der Ohrkante, wie beispielsweise das Helix-Piercing, oder in geweiteten Löchern in den Ohrläppchen sind Bestandteil der kulturellen Identität mehrerer Völkergruppen in Afrika. Schmuck durch die innere Ohrmuschel, wie es dem modernen inneren Conch-Piercing entspricht, ist von der Ethnie der Mangbetu aus dem Nordosten der Demokratischen Republik Kongo bekannt. Dabei wurden Pflöcke aus Elfenbein oder Affenknochen in die perforierten Ohrmuscheln eingesetzt. Heute ist diese Form der Körpermodifikation bei den Mangbetu jedoch noch nur noch selten zu finden.
Von den Makere sind Ohrmuscheln bekannt, in denen größere Stücke aus der Mitte herausgeschnittenen wurden.

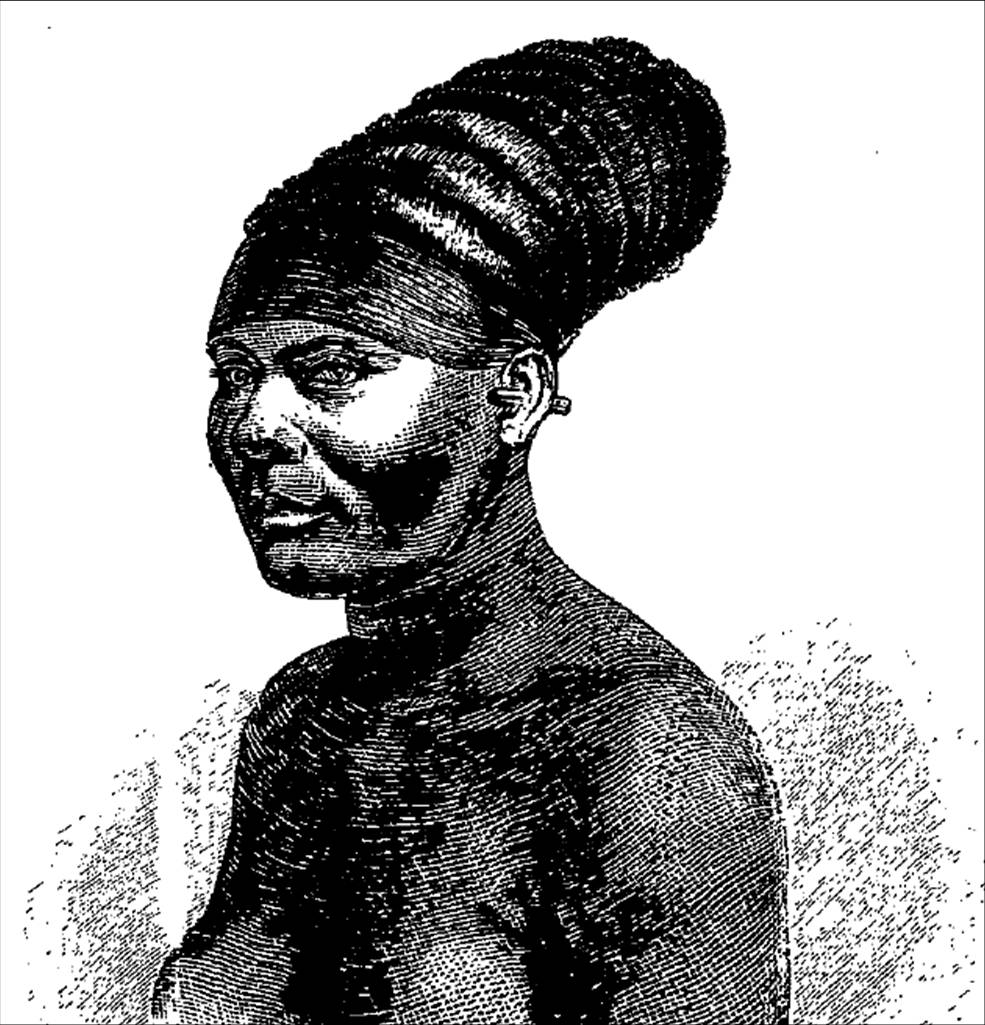
Angehörige der Mangbetu mit Schmuck in der inneren Ohrmuschel
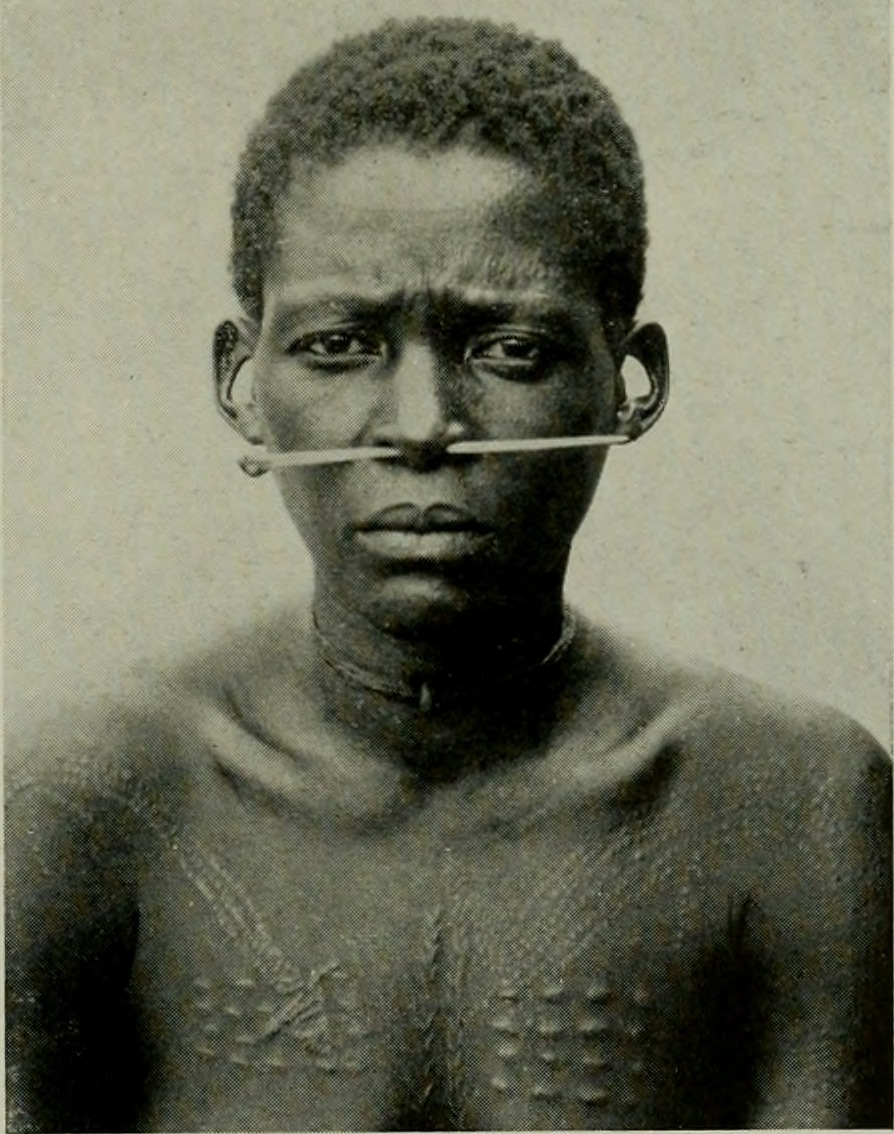
Makere mit herausgeschnittener innerer Ohrmuschel

### Indien
Von angehörigen der Gorakhnathis, einer shivaitischen Sadhu-Gruppierung, ist eine Form des inneren Conch-Piercings bekannt, bei der besonders große Ohrringe als Glaubenssymbol in die Ohrmuscheln eingesetzt werden. Dabei handelt es sich um das sogenannte Kanphati, welches im Rahmen eines Initiationsrituals durchgeführt wird und wörtlich so viel wie „gespaltenes Ohr“ bedeutet (von hindi कन kān, Ohr und फूटना phu:ṭnā, spalten). Das moderne Conch-Piercing wird daher auch Sadhu-Piercing oder Kanphati-Piercing genannt. Beide Bezeichnungen wurden in den frühen 1990er Jahren von dem Piercer und Sachbuchautor Blake Perlingieri aus San Francisco etabliert.
Die Gorakhnathis sind die einzige hinduistische Gruppierung mit einem derartigen Schmuckritual. Das Kanphati soll auf Goraksha, den Begründer des Hatha Yoga, zurückgehen. Bei der Zeremonie schlitzt ein Guru beide Ohrmuscheln mit einem Messer mit zweischneidiger Klinge auf und setzt Stifte aus Niem-Holz in die eingeschnittene Spalte ein. Nach der Wundheilung werden die Stifte durch Ringe ersetzt. Das Kanphati ist Symbol für den Glauben des Yogis und führe beim Träger zu besonderen Kräften. Nach dem Initiationsritual wird das Tragen der Ringe bei der Konversation, Nahrungsaufnahme oder beim Gebet vorausgesetzt.
Die traditionellen Schmuckstücke der Gorakhnathis sind unter anderem aus Achat, Glas oder dem Horn des Rhinozeros gefertigt.

## Variationen

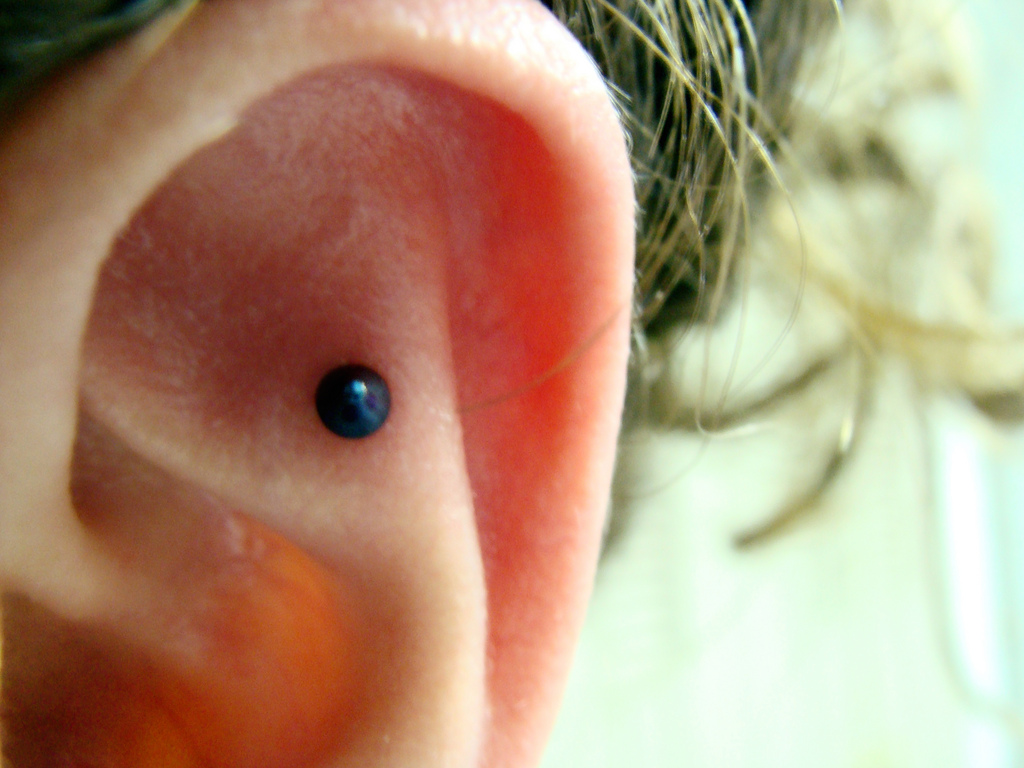
Äußeres Conch-Piercing

Der Inner Conch (inneres Conch-Piercing), auch Sadhu-Piercing genannt, sitzt in der Mulde in der Mitte der Ohrmuschel. Der Outer Conch (äußeres Conch-Piercing), alternativ als Upper Sadhu-Piercing bezeichnet, sitzt oberhalb dieser Mulde und könnte als tiefer gesetztes Helix-Piercing beschrieben werden, weshalb Conch- und Helix-Piercing häufig miteinander verwechselt werden.
Innere und äußere Conch-Piercings können mit größerem Durchmesser getragen werden. Üblicherweise wird dabei ein Fleischtunnel eingesetzt. Da das Dehnen von Knorpelgewebe jedoch sehr schmerzhaft sein kann und besonderer Geduld und Pflege bedarf, wird der gewünschte Durchmesser des Stichkanals üblicherweise mit der Dermal-Punch-Methode herausgestanzt.

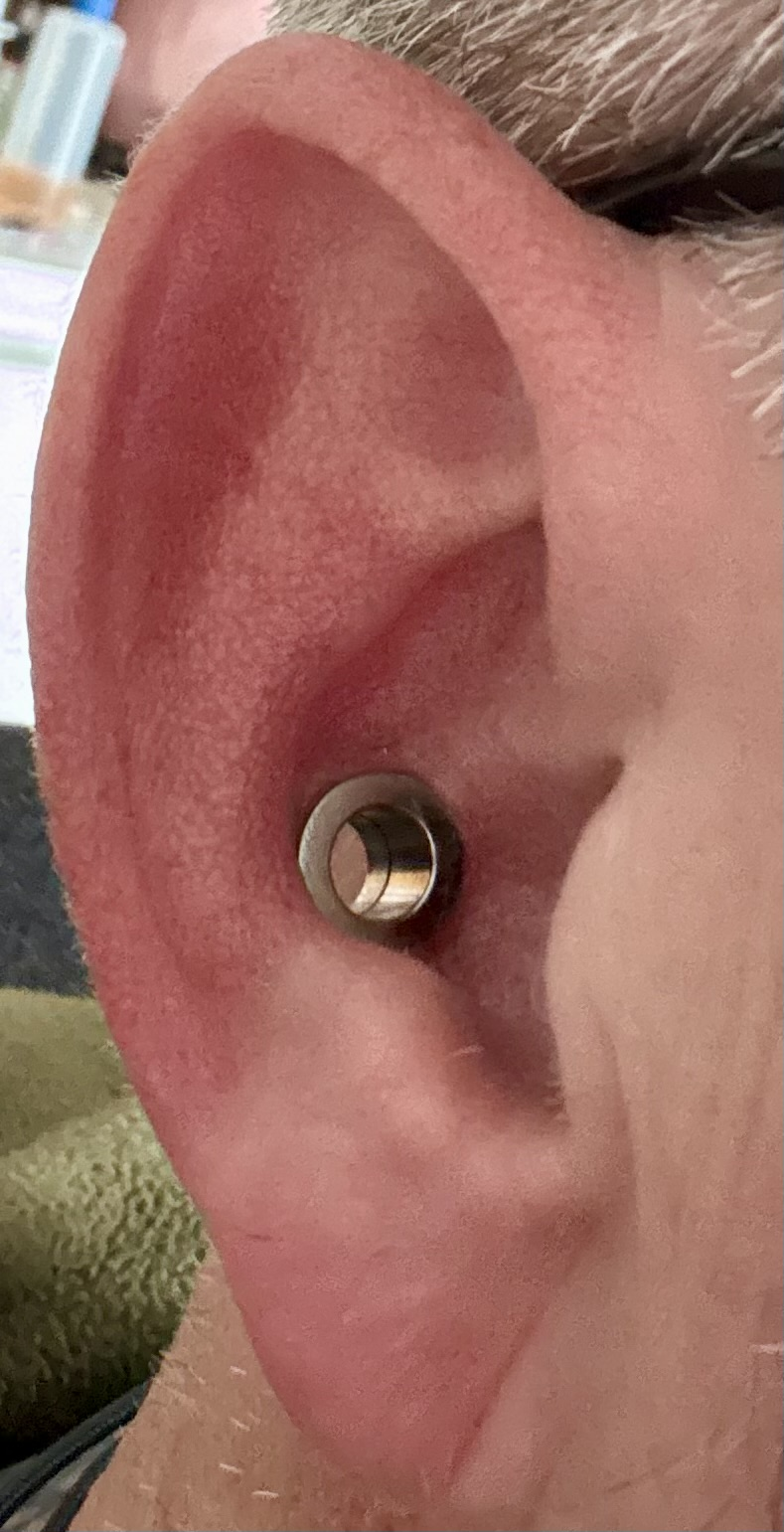
Inner conch piercing w. 8mm flesh tunnel

Ein Orbital-Conch-Piercing besteht aus zwei nebeneinander gesetzten Stichkanälen, durch die ein Ring gezogen wird, sodass dieser zur Hälfte vor und zur Hälfte hinter der Ohrmuschel sichtbar ist.

## Schmuck

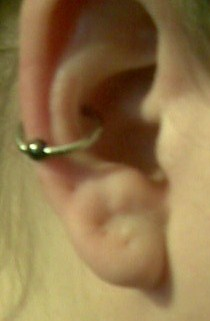
Inner-Conch-Piercing mit Ball Closure Ring

Als geeigneter Piercingschmuck für den inneren und den äußeren Conch wird in modernen Piercingstudios meist ein Barbell beziehungsweise speziell ein Mikro-Barbell oder ein Ball Closure Ring als Ohrring mit besonders großem Durchmesser eingesetzt. Labret-Stecker sind ebenfalls für den Einsatz geeignet. Bei einem gepiercten Conch-Piercing beträgt der Schmuckdurchmesser üblicherweise 1,6 Millimeter, bei der gepunchten Variante ist er entsprechend der verwendeten Hohlnadel größer.

## Durchführung
Wie bei anderen Piercings wird zunächst die zu durchstechende Hautpartie desinfiziert. Anschließend wird die Einstichstelle, meist auf der Vorderseite der Ohrmuschel, markiert und mit einer speziellen Nadel durchstochen. Da vor allem beim inneren Conch-Piercing nur schwer eine der beim Piercen üblichen Klemmzangen zum Fixieren der Ein- und Ausstichstelle verwendet werden kann, wird beim Stechen häufig stattdessen eine Receiving Tube gegen gehalten.
Weil in der Ohrmuschel vor allem Knorpel durchstochen wird, kann die Durchführung unter Umständen schmerzhafter sein als an knorpelfreien Körperstellen.

## Heilung und Risiken
Das Knorpelgewebe ist an dieser Stelle zwar dicker als beispielsweise an der Ohrkante, wird jedoch aus anatomischen Gründen weniger durch den Schmuck belastet. Die Abheilung verläuft daher im Vergleich zu anderen Knorpelpiercings verhältnismäßig schnell. Sie dauert beim gepiercten Conch-Piercing in der Regel zwischen drei und sechs Monaten und bei der gepunchten Variante zwei bis vier Wochen. Das Tragen eines Barbells wirkt sich vorteilhafter auf die Heilung aus als ein Ball Closure Ring, da er eine geringere Hebelwirkung auf die Ohrmuschel ausübt.
Beim Conch-Piercing kommt es, wie bei anderen Piercings in der Ohrmuschel, häufiger zu einer Granulation, als dies bei Piercings durch knorpelfreies Bindegewebe der Fall ist. Manche Piercer empfehlen die Anwendung eines Lokalantibiotikums. Beim Einsatz eines Barbells besteht bei unvorteilhafter Platzierung des Piercings die Gefahr, dass die Kugel auf der Rückseite der Ohrmuschel am Schädel anliegt und dadurch permanenter Druck ausgeübt wird.
Theoretisch besteht zudem bei einer starken Infektion die Gefahr einer Gesichtslähmung, falls die Entzündung über die Lymphgefäße und das Innenohr den Gesichtsnerv befällt.
Durch den getragenen Schmuck kann es zu einer Beeinträchtigung der auditiven Wahrnehmung kommen, da der Schmuck durch seine Beschaffenheit den Schalleinfall verändern oder den Gehörgang ganz oder teilweise verdecken kann. Ebenso kann beim Inner Conch-Piercing das Tragen von Ohrhörern, die in die Ohrmuschel eingesetzt werden, unkomfortabel oder nicht mehr möglich sein.